# Conor Hourihane
Conor Hourihane (Cork, 2 febbraio 1991) è un ex calciatore irlandese, di ruolo centrocampista, tecnico del Barnsley.

## Caratteristiche tecniche
Centrocampista centrale dalla corporatura minuta è dotato di buona tecnica di base, mancino di piede e duttile tatticamente, può agire anche sulla fascia sinistra, possiede una buona capacità di corsa ed è bravo negli inserimenti senza palla e nelle conclusioni dalla distanza, inoltre è anche un abile rigorista.

## Carriera

### Club
Cresce calcisticamente nelle giovanili del Sunderland tuttavia senza mai debuttare in prima squadra. Nell'estate 2010 in scadenza di contratto è passato all'Ipswich Town dove però non riesce mai a giocare.
Nell'estate 2011 viene ingaggiato dal Plymouth società di Football League Two dove nella stagione 2012-2013 diventa anche il capitano dei Pilgrims totalizzando globalmente in tre anni 142 presenze segnando 16 reti.
Il 23 giugno 2014 si trasferisce al Barnsley per 250.000 euro dove firma un contratto triennale. Nel dicembre 2015 diventa il nuovo capitano dei Tykes. Il 29 maggio 2016 vince i play-off di Football League One, battendo in finale il Millwall ottenendo così la promozione in Championship. Il 21 gennaio 2017 realizza in campionato su calcio piazzato da circa 25 metri, la rete della vittoria per 3-2 nella partita contro il Leeds United. Chiude in due stagioni e mezzo giocando complessivamente 134 partite andando a segno per 32 volte.
Il 26 gennaio 2017 si trasferisce per circa 3.5 milioni all'Aston Villa dove firma un contratto fino al giugno 2020. Il 28 febbraio segna la sua prima rete con i Villans nella partita interna vinta 2-0 contro il Bristol City.
Il 20 gennaio 2021 viene ceduto in prestito allo Swansea City.
Il 30 agosto 2021 viene ceduto in prestito allo Sheffield Utd.

#### Nazionale
Compie la trafila delle nazionali giovanili irlandesi, mentre il 28 marzo 2017 debutta con la nazionale irlandese giocando da titolare nell'amichevole disputata contro l'Islanda.

## Statistiche

### Presenze e reti nei club
Statistiche aggiornate al 7 maggio 2023.
| Stagione               | Squadra                | Campionato             | Campionato | Campionato | Coppe nazionali | Coppe nazionali | Coppe nazionali | Coppe continentali | Coppe continentali | Coppe continentali | Altre coppe | Altre coppe | Altre coppe | Totale | Totale |
| Stagione               | Squadra                | Comp                   | Pres       | Reti       | Comp            | Pres            | Reti            | Comp               | Pres               | Reti               | Comp        | Pres        | Reti        | Pres   | Reti   |
| ---------------------- | ---------------------- | ---------------------- | ---------- | ---------- | --------------- | --------------- | --------------- | ------------------ | ------------------ | ------------------ | ----------- | ----------- | ----------- | ------ | ------ |
| 2009-2010              | Sunderland             | PL                     | 0          | 0          | FACup+CdL       | 0+0             | 0               | -                  | -                  | -                  | -           | -           | -           | 0      | 0      |
| 2010-2011              | Ipswich                | FLC                    | 0          | 0          | FACup+CdL       | 0+0             | 0               | -                  | -                  | -                  | -           | -           | -           | 0      | 0      |
| 2011-2012              | Plymouth               | FL2                    | 38         | 2          | FACup+CdL       | 2+1             | 0               | -                  | -                  | -                  | FLT         | 1           | 0           | 42     | 2      |
| 2012-2013              | Plymouth               | FL2                    | 42         | 5          | FACup+CdL       | 1+2             | 0               | -                  | -                  | -                  | FLT         | 2           | 0           | 47     | 5      |
| 2013-2014              | Plymouth               | FL2                    | 45         | 8          | FACup+CdL       | 5+1             | 1+0             | -                  | -                  | -                  | FLT         | 2           | 0           | 53     | 9      |
| Totale Plymouth Argyle | Totale Plymouth Argyle | Totale Plymouth Argyle | 125        | 15         |                 | 12              | 1               |                    | -                  | -                  |             | 5           | 0           | 142    | 16     |
| 2014-2015              | Barnsley               | FL1                    | 46         | 13         | FACup+CdL       | 4+1             | 1+0             | -                  | -                  | -                  | FLT         | 2           | 0           | 53     | 14     |
| 2015-2016              | Barnsley               | FL1                    | 41+3       | 10+0       | FACup+CdL       | 1+2             | 0+1             | -                  | -                  | -                  | FLT         | 6           | 1           | 53     | 12     |
| 2016.-gen. 2017        | Barnsley               | FLC                    | 25         | 6          | FACup+CdL       | 2+1             | 0               | -                  | -                  | -                  | -           | -           | -           | 28     | 6      |
| Totale Barnsley        | Totale Barnsley        | Totale Barnsley        | 115        | 29         |                 | 11              | 2               |                    | -                  | -                  |             | 8           | 1           | 134    | 32     |
| gen.-giu. 2017         | Aston Villa            | FLC                    | 17         | 1          | FACup+CdL       | 0+0             | 0               | -                  | -                  | -                  | -           | -           | -           | 17     | 1      |
| 2017-2018              | Aston Villa            | FLC                    | 25         | 7          | FACup+CdL       | 1+1             | 0               | -                  | -                  | -                  | -           | -           | -           | 27     | 7      |
| 2018-2019              | Aston Villa            | FLC                    | 43+3       | 7+1        | FACup+CdL       | 2+1             | 1+0             | -                  | -                  | -                  | -           | -           | -           | 49     | 9      |
| 2019-2020              | Aston Villa            | PL                     | 27         | 3          | FACup+CdL       | 1+6             | 0+4             | -                  | -                  | -                  | -           | -           | -           | 34     | 7      |
| 2020-gen. 2021         | Aston Villa            | PL                     | 4          | 1          | FACup+CdL       | 0+1             | 0               | -                  | -                  | -                  | -           | -           | -           | 5      | 1      |
| gen.-giu. 2021         | Swansea City           | FLC                    | 19+3       | 5+0        | FACup           | 2               | 0               | -                  | -                  | -                  | -           | -           | -           | 24     | 5      |
| lug.-ago. 2021         | Aston Villa            | PL                     | 0          | 0          | FACup+CdL       | 0+1             | 0               | -                  | -                  | -                  | -           | -           | -           | 1      | 0      |
| Totale Aston Villa     | Totale Aston Villa     | Totale Aston Villa     | 116+3      | 20         |                 | 14              | 5               |                    | -                  | -                  |             | -           | -           | 133    | 25     |
| ago. 2021-2022         | Sheffield Utd          | FLC                    | 28+1       | 1+0        | FACup+CdL       | 1+0             | 0               | -                  | -                  | -                  | -           | -           | -           | 30     | 1      |
| 2022-2023              | Derby County           | FL1                    | 44         | 7          | FACup+CdL       | 4+3             | 0               | -                  | -                  | -                  | -           | -           | -           | 51     | 7      |
| Totale carriera        | Totale carriera        | Totale carriera        | 454        | 77         |                 | 57              | 8               |                    | -                  | -                  |             | 13          | 1           | 524    | 86     |

### Cronologia presenze e reti in nazionale
| Cronologia completa delle presenze e delle reti in nazionale ― Irlanda | Cronologia completa delle presenze e delle reti in nazionale ― Irlanda | Cronologia completa delle presenze e delle reti in nazionale ― Irlanda | Cronologia completa delle presenze e delle reti in nazionale ― Irlanda | Cronologia completa delle presenze e delle reti in nazionale ― Irlanda | Cronologia completa delle presenze e delle reti in nazionale ― Irlanda | Cronologia completa delle presenze e delle reti in nazionale ― Irlanda | Cronologia completa delle presenze e delle reti in nazionale ― Irlanda |
| Data                                                                   | Città                                                                  | In casa                                                                | Risultato                                                              | Ospiti                                                                 | Competizione                                                           | Reti                                                                   | Note                                                                   |
| ---------------------------------------------------------------------- | ---------------------------------------------------------------------- | ---------------------------------------------------------------------- | ---------------------------------------------------------------------- | ---------------------------------------------------------------------- | ---------------------------------------------------------------------- | ---------------------------------------------------------------------- | ---------------------------------------------------------------------- |
| 28-3-2017                                                              | Dublino                                                                | Irlanda                                                                | 0 – 1                                                                  | Islanda                                                                | Amichevole                                                             | -                                                                      | 63’                                                                    |
| 2-6-2017                                                               | East Rutherford                                                        | Messico                                                                | 3 – 1                                                                  | Irlanda                                                                | Amichevole                                                             | -                                                                      | 64’                                                                    |
| 5-9-2017                                                               | Dublino                                                                | Irlanda                                                                | 0 – 1                                                                  | Serbia                                                                 | Qual. Mondiali 2018                                                    | -                                                                      | 80’                                                                    |
| 14-11-2017                                                             | Dublino                                                                | Irlanda                                                                | 1 – 5                                                                  | Danimarca                                                              | Qual. Mondiali 2018                                                    | -                                                                      | 90+3’                                                                  |
| 23-3-2018                                                              | Adalia                                                                 | Turchia                                                                | 1 – 0                                                                  | Irlanda                                                                | Amichevole                                                             | -                                                                      | 68’                                                                    |
| 6-9-2018                                                               | Cardiff                                                                | Galles                                                                 | 4 – 1                                                                  | Irlanda                                                                | UEFA Nations League 2018-2019 - 1º turno                               | -                                                                      | 56’                                                                    |
| 11-9-2018                                                              | Breslavia                                                              | Polonia                                                                | 1 – 1                                                                  | Irlanda                                                                | Amichevole                                                             | -                                                                      | 73’                                                                    |
| 15-11-2018                                                             | Dublino                                                                | Irlanda                                                                | 0 – 0                                                                  | Irlanda del Nord                                                       | Amichevole                                                             | -                                                                      | 36’                                                                    |
| 23-3-2019                                                              | Gibilterra                                                             | Gibilterra                                                             | 0 – 1                                                                  | Irlanda                                                                | Qual. Euro 2020                                                        | -                                                                      |                                                                        |
| 26-3-2019                                                              | Dublino                                                                | Irlanda                                                                | 1 – 0                                                                  | Georgia                                                                | Qual. Euro 2020                                                        | 1                                                                      |                                                                        |
| 7-6-2019                                                               | Copenaghen                                                             | Danimarca                                                              | 1 – 1                                                                  | Irlanda                                                                | Qual. Euro 2020                                                        | -                                                                      | 31’ 82’                                                                |
| 10-6-2019                                                              | Dublino                                                                | Irlanda                                                                | 2 – 0                                                                  | Gibilterra                                                             | Qual. Euro 2020                                                        | -                                                                      |                                                                        |
| 5-9-2019                                                               | Dublino                                                                | Irlanda                                                                | 1 – 1                                                                  | Svizzera                                                               | Qual. Euro 2020                                                        | -                                                                      | 82’                                                                    |
| 10-9-2019                                                              | Dublino                                                                | Irlanda                                                                | 3 – 1                                                                  | Bulgaria                                                               | Amichevole                                                             | -                                                                      | 69’                                                                    |
| 12-10-2019                                                             | Tbilisi                                                                | Georgia                                                                | 0 – 0                                                                  | Irlanda                                                                | Qual. Euro 2020                                                        | -                                                                      | 90+3’                                                                  |
| 14-11-2019                                                             | Dublino                                                                | Irlanda                                                                | 3 – 1                                                                  | Nuova Zelanda                                                          | Amichevole                                                             | -                                                                      | 66’                                                                    |
| 18-11-2019                                                             | Dublino                                                                | Irlanda                                                                | 1 – 1                                                                  | Danimarca                                                              | Qual. Euro 2020                                                        | -                                                                      | 68’                                                                    |
| 3-9-2020                                                               | Sofia                                                                  | Bulgaria                                                               | 1 – 1                                                                  | Irlanda                                                                | UEFA Nations League 2020-2021 - 1º turno                               | -                                                                      |                                                                        |
| 8-10-2020                                                              | Bratislava                                                             | Slovacchia                                                             | 0 – 0 dts (4 – 2 dtr)                                                  | Irlanda                                                                | Qual. Euro 2020                                                        | -                                                                      | 20’                                                                    |
| 11-10-2020                                                             | Dublino                                                                | Irlanda                                                                | 0 – 0                                                                  | Galles                                                                 | UEFA Nations League 2020-2021 - 1º turno                               | -                                                                      |                                                                        |
| 14-10-2020                                                             | Helsinki                                                               | Finlandia                                                              | 1 – 0                                                                  | Irlanda                                                                | UEFA Nations League 2020-2021 - 1º turno                               | -                                                                      |                                                                        |
| 12-11-2020                                                             | Londra                                                                 | Inghilterra                                                            | 3 – 0                                                                  | Irlanda                                                                | Amichevole                                                             | -                                                                      | 71’                                                                    |
| 15-11-2020                                                             | Cardiff                                                                | Galles                                                                 | 1 – 0                                                                  | Irlanda                                                                | UEFA Nations League 2020-2021 - 1º turno                               | -                                                                      | 76’                                                                    |
| 18-11-2020                                                             | Dublino                                                                | Irlanda                                                                | 0 – 0                                                                  | Bulgaria                                                               | UEFA Nations League 2020-2021 - 1º turno                               | -                                                                      |                                                                        |
| 3-6-2021                                                               | Andorra la Vella                                                       | Andorra                                                                | 1 – 4                                                                  | Irlanda                                                                | Amichevole                                                             | -                                                                      | 87’                                                                    |
| 8-6-2021                                                               | Budapest                                                               | Ungheria                                                               | 0 – 0                                                                  | Irlanda                                                                | Amichevole                                                             | -                                                                      | 56’                                                                    |
| 4-9-2021                                                               | Dublino                                                                | Irlanda                                                                | 1 – 1                                                                  | Azerbaigian                                                            | Qual. Mondiali 2022                                                    | -                                                                      | 63’                                                                    |
| 7-9-2021                                                               | Dublino                                                                | Irlanda                                                                | 1 – 1                                                                  | Serbia                                                                 | Qual. Mondiali 2022                                                    | -                                                                      | 78’                                                                    |
| 9-10-2021                                                              | Baku                                                                   | Azerbaigian                                                            | 0 – 3                                                                  | Irlanda                                                                | Qual. Mondiali 2022                                                    | -                                                                      | 90+3’                                                                  |
| 12-10-2021                                                             | Dublino                                                                | Irlanda                                                                | 4 – 0                                                                  | Qatar                                                                  | Amichevole                                                             | -                                                                      | 88’                                                                    |
| 11-11-2021                                                             | Dublino                                                                | Irlanda                                                                | 0 – 0                                                                  | Portogallo                                                             | Qual. Mondiali 2022                                                    | -                                                                      | 78’                                                                    |
| 14-11-2021                                                             | Lussemburgo                                                            | Lussemburgo                                                            | 0 – 3                                                                  | Irlanda                                                                | Qual. Mondiali 2022                                                    | -                                                                      | 90’                                                                    |
| 29-3-2022                                                              | Dublino                                                                | Irlanda                                                                | 1 – 0                                                                  | Lituania                                                               | Amichevole                                                             | -                                                                      |                                                                        |
| 11-6-2022                                                              | Dublino                                                                | Irlanda                                                                | 3 – 0                                                                  | Scozia                                                                 | UEFA Nations League 2022-2023 - 1º turno                               | -                                                                      | 71’                                                                    |
| 14-6-2022                                                              | Łódź                                                                   | Ucraina                                                                | 1 – 1                                                                  | Irlanda                                                                | UEFA Nations League 2022-2023 - 1º turno                               | -                                                                      | 67’                                                                    |
| 27-9-2022                                                              | Dublino                                                                | Irlanda                                                                | 3 – 2                                                                  | Armenia                                                                | UEFA Nations League 2022-2023 - 1º turno                               | -                                                                      | 51’                                                                    |
| Totale                                                                 |                                                                        | Presenze                                                               | 36                                                                     |                                                                        | Reti                                                                   | 1                                                                      |                                                                        |

## Palmarès

### Club

#### Competizioni nazionali
- Football League Trophy: 1

Barnsley: 2015-2016